# قاموس اللغة المصرية
قاموس اللغة المصرية ويُعرف القاموس أيضًا باسم «قاموس برلين» المختصر Wb في المراجع الببليوغرافية هو قاموس كبير باللغة الألمانية للغة المصرية نُشر بين عامي 1926 و 1961 من قبل أدولف إيرمان و هيرمان جرابو وهو يشمل 3000 عام من التاريخ اللغوي ، بما في ذلك الكتابات المصرية القديمة والوسطى والمتأخرة بالإضافة إلى النقوش الهيروغليفية للعصر اليوناني الروماني الكلاسيكي.
ويحتوي القاموس على ما يقرب من 16000 كلمة رئيسية في خمسة مجلدات رئيسية ومجلدين ثانويين وخمسة مجلدات من مراجع المصادر الأولية
ولذلك فهو أكبر قاموس مطبوع للمصريين القدماء وأكثرهم اكتمالاً

## تاريخ
بدأ 1897 كمشروع بحثي في الأكاديمية البروسية للعلوم في برلين وتوقف بسبب الحرب العالمية الأولى والحرب العالمية الثانية
تم نشر المجلدات الأولى في عام 1926 وتم إصدار المجلد النهائي في عام 1961. يشكل القاموس اليوم أساس قاموس اللغة المصرية القديمة وهو تحديث شامل لمشروع الرقمنة الأصلي والإلكتروني الذي يتم إجراؤه تحت رعاية أكاديمية برلين-براندنبورغ للعلوم والإنسانيات منذ عام 1993.